# Litra MY 1201 og 1202
|  | Denne artikel omhandler de to danskbyggede lokomotiver bygget af Frichs i 1957 og 1960. For lokomotiverne bygget af NOHAB mellem 1954 og 1965, se Litra MY |
DSB MY 1201 og 1202 var to diesellokomotiver bygget af Frichs i Århus i 1957 og 1960.
Efter leveringen af de første serier af de svenskbyggede MY-lokomotiver var der politisk pres for også at udvikle og bygge en dansk diesellokomotivtype.
Lokomotiverne blev bygget af A/S Frichs med dieselmotor fra Burmeister & Wain, mens Thrige-Titan leverede den elektriske udrustning. I 1957 blev det første lokomotiv, MY 1201, leveret, efterfulgt af det andet, MY 1202, i 1960. På grund af lokomotivernes svungne former fik det første lokomotiv kælenavnet Marilyn Monroe, mens det andet stærkt forsinkede lokomotiv kaldtes My Fair Lady efter operetten, hvis samtidige premiere også blev udskudt talrige gange. Lokomotiverne var desværre særdeles ustabile og fyldt med fejl, hvorfor de tilbragte mere tid på værksted end i drift. Man forsøgte at holde dem kørende indtil 1969, hvorefter de blev hensat og begge ophugget ved H.J. Hansen i Odense i 1971.

## Enheder
| Litra   | Fabrikat | Byggenummer | Byggeår | Udrangeret |
| ------- | -------- | ----------- | ------- | ---------- |
| My 1201 | Frichs   | 557         | 1957    | 1971       |
| My 1202 | Frichs   | 558         | 1960    | 1971       |